# 伊東月草
伊東 月草（いとう げっそう、1899年（明治32年）12月17日 - 1946年（昭和21年）12月4日）は、長野県出身の日本の俳人。本名は秀治（ひでじ）。

## 経歴
1899年（明治32年）長野県上伊那郡藤沢村 （現在の伊那市）に生まれる。16歳から俳句を始め、大須賀乙字に師事、乙字の死後は同じ乙字門下の吉田冬葉が立ち上げた「獺祭」に参加、1928年に独立し「草上」を主宰する。
満州事変、日中戦争を機に新体制運動に傾倒、大野林火との戦火想望俳句論争を皮切りに、俳句報国のための団体を結成すべしと全国の主要俳人、結社に「この昭和維新に際会して、新体制に協力しないやうな非国民はあるまい」と檄文を送り、『俳句研究』を中心に論陣を張った。この運動は結実し、日本俳句作家協会、後に日本文学報国会俳句部会が結成され月草は常任幹事となった。
1942年、日本文学報国会編の『俳句年鑑』においては会長の高浜虚子に代わり冒頭文を書いた。
時局に乗じて中央俳壇の席を得た所は小野蕪子にも通じるが、直接的な表現とスローガン的な報国俳句の多い蕪子とは違い、俳句そのものは花鳥諷詠の伝統俳句を好んだ。太平洋戦争突入後の1943年に上梓した『伝統俳句精神』に於いても、
と、あくまで花鳥諷詠を基本とすべきとし、過度のスローガン的な戦争俳句、報国俳句の類を戒めている。
1946年12月4日、敗戦の失意の中、46歳で死去。
私設俳句図書館「草上文庫」を東京府北多摩郡保谷町（後の東京都保谷市、現在の西東京市）で運営していたが、死後その蔵書は永年の弟子でもあった角川源義に売却された。

## 句集
- 『わが住む里 自選句集』（1947年・目黒書店）

## 評論
- 『俳句の考へ方と作り方』（1927年・考へ方研究社）
- 『添削と批評 俳句になるまで』（1931年・交蘭社）
- 『最新研究俳句の作り方講義』（1931年・山海堂出版部）
- 『傳統俳句の道』（1935年・三才書院）
- 『蓑俳句鑑賞』（1940年・古今書院）
- 『伝統俳句精神』（1942年・古今書院）

## 編著
- 『冬葉第一句集』（1922年・丸の内書店）
- 『草上俳句集』（1935年・草上書屋）
- 『光風』（1939年・草上書屋）
- 『俳諧新辞典』（1939年・太陽堂） ※高木蒼梧との共編
- 『保谷村塾作品集』（1944年・草上）
- 『連句大概』（1946年・朋文堂）